# OREX
L'OREX (Orbital Re-Entry Experiment) va ser una càpsula espacial japonesa no tripulada llançada el 3 de febrer del 1994 mitjançant un coet H-2 des de la base de Tanegashima amb fins d'experimentació tecnològica durant la seva reentrada atmosfèrica. L'objectiu de l'experiment era provar materials per a ser usats com a protecció tèrmica i obtenir dades sobre la reentrada atmosfèrica per utilitzar-los en el disseny del transbordador japonès HOPE.